# Nirvana (britische Band)
Nirvana ist eine britische Psychedelic-Pop-Band der 1960er Jahre. Sie ist nicht zu verwechseln mit der späteren und bekannteren gleichnamigen amerikanischen Band.

## Bandgeschichte
Die Gruppe wurde von dem Bassisten und Sänger Patrick Campbell-Lyons gegründet, der bereits seit den frühen 1960er Jahren in verschiedenen Rhythm-and-Blues-Bands gespielt hatte. 1966 begann Campbell-Lyons, mit dem Songwriter und Pianisten Alex Spyropoulos und dem Gitarristen Ray Singer zusammenzuarbeiten. Gemeinsam mit dem Bassisten Brian Henderson und der Cellistin Sylvia Schuster formierte das Trio die Ursprungsbesetzung von Nirvana.
Nachdem die Musiker zunächst für das kleine Label Kassner Music unter Vertrag gewesen waren, erfolgte 1967 der Wechsel zu Island Records. Gleichzeitig stieß Michael Cole an Flügelhorn und Geige zur Band. Der Klang der Gruppe ist solider und damals zeitgemäßer Pop mit Streicher-Arrangements und gelegentlichen psychedelischen Effekten. Auf der Bühne zeigte sich die Gruppe in seidene Kaftans gewandet und bestritt gemeinsame Konzerte mit anderen Island-Vertragskünstlern wie z. B. Traffic oder Spooky Tooth.
Die ersten beiden Singles Tiny Goddess und Pentecost Hotel (beide von 1967) hatten keinen kommerziellen Erfolg, konnten jedoch ebenso wie das noch im selben Jahr erschienene Debütalbum Story of Simon Simopath positive Kritikerstimmen ernten und der Gruppe eine gewisse Reputation verschaffen. Die dritte Single Rainbow Chaser (1968) wurde zu einem Top-40-Hit. Der Erfolg dürfte mitunter auch auf einen spektakulären Fernsehauftritt in Frankreich zurückzuführen sein, während dem die Gruppe (mit der Direktive, „so psychedelisch wie möglich auszusehen“) drei Songs darbot und währenddessen von Salvador Dalí mit Farbe übergossen wurde.
Wegen der symphonischen Elemente der Nirvana-Songs konnte das Repertoire der Band alsbald nicht mehr adäquat live dargeboten werden, so dass man künftig weitestgehend auf Auftritte verzichtete. Damit ergab sich aber auch keine Notwendigkeit mehr für eine feste Stammbesetzung, so dass die Gruppe auf Campbell-Lyons und Spyropoulos mit wechselnden Studiomusikern reduziert wurde. Auf diese Art entstanden die beiden nächsten Singles Girl in the park und All of us (1968). All of us erlangte größere Bekanntheit als Titelmelodie des Films The Touchables. Noch im selben Jahr folgte die sechste Single Wings of Love sowie das Album All of us, anschließend die Single Oh! What a performance. Obwohl die Gruppe halbwegs erfolgreich und das dritte Album To Markos 3 bereits fertig produziert war, wurde der Vertrag mit Island Records 1969 gekündigt. Campbell-Lyons und Spyropoulos gelang es jedoch, das Album von Metromedia (in den USA) und von Pye (in England) vertreiben zu lassen.
Patrick Campbell-Lyons arbeitete ab 1970 als Produzent für das Label Vertigo Records und nahm in dieser Zeit zwei Alben auf, die ebenfalls unter dem Namen Nirvana erschienen: Local Anaesthetic (1971) und Songs of Love and Praise (1972). Alex Spyropoulos widmete sich derweil verschiedenen anderen Projekten, bevor das Duo in vierjähriger Kompositionsarbeit das Nirvana-Musical Blood erarbeitete, aus dem der Song Two of a kind 1986 in England und Frankreich als Single erschien. 1988 erschienen nochmals zwei Singles mit neuen Kompositionen: Black and White und The Picture of Dorian Gray.
Seit 2006 arbeiten die beiden Gründer sporadisch wieder an gemeinsamen Projekten.
Zumindest am Anfang hat Muff Winwood, der Bassist der Spencer Davis Group, die Gruppe mitproduziert. Des Weiteren half bei einigen Titeln Jimmy Miller mit, der auch The Rolling Stones produzierte.

## Diskografie

### Singles
- Tiny Goddess (1967)
- Pentecost Hotel (1967)
- Rainbow Chaser (1968)
- Girl in the Park (1968)
- All of Us (1968)
- Wings of Love (1968)
- Oh! What a performance (1969)
- Two of a Kind (1986)
- Black and White (1988)
- The Picture of Dorian Gray (1988)

### Alben
- 1967: The Story of Simon Simopath
- 1968: All of Us
- 1970: To Markos 3
- 1971: Local Anaesthetic
- 1972: Songs of Love and Praise
- 1973: Me and My Friend
- 1994: Secret Theatre (Rarities and Outtakes)
- 1996: Orange and Blue

### Kompilationen
- 1992: Travelling on a Cloud
- 1993: Black Flower
- 1997: Chemistry
- 2003: Forever Changing

### Vertreten auf
- 1968: The Touchables – Theme only